# Emlikli
Emlikli (georgiska: ემლიქლი) är ett berg i Georgien. Det ligger i den södra delen av landet, på gränsen mellan regionerna Nedre Kartlien och Samtsche-Dzjavachetien. Toppen på Emlikli är 3 054 meter över havet.